# Associação Paralímpica de Fiji
A Associação Paralímpica de Fiji (em inglês:  Fiji Paralympic Association) é o Comitê Paralímpico Nacional que representa o Movimento Paralímpico em Fiji. É uma organização sem fins lucrativos que seleciona as equipes de atletas e levanta os fundos necessários para enviar os concorrentes paralímpicos que representarão Fiji nos eventos organizados pelo Comitê Paralímpico Internacional. Esta organização está baseada na cidade de Suva, a capital do país. O presidente da entidade é Freddy Fatiaki.

## História
A organização foi fundada no ano de 1990 como a Associação Esportiva para Deficientes de Fiji. Anteriormente já havia existido outras organizações voltadas ao esporte para deficientes em Fiji, com competições nacionais que já ocorriam tão cedo quanto 1984. Dentro do primeiro ano de constituição, a organização foi reconhecida pelo Comitê Olímpico Nacional do país, pelo Comitê Paralímpico Internacional e pelas federações esportivas nacionais, incluindo as de atletismo, tiro com arco, judô, natação, tênis de mesa e levantamento de peso básico. Alguns anos mais tarde, também foi reconhecida pela federação nacional de tênis. A associação alterou seu nome para Comitê Paralímpico de Fiji em 2008, para cumprir uma diretiva do Comitê Paralímpico Internacional que exige a inclusão do termo Paralímpico nos Comitês Paralímpicos Nacionais que detém seu reconhecimento. Desde o começo da história da organização, os esportistas paralímpicos se mantiveram em igualdade de condições com os atletas olímpicos, entretanto, esta condição tem-se limitado a apenas alguns esportes. Os problemas incluem os valores elevados do transporte, falta de experiência e falta de infraestrutura adequada. O financiamento é um dos principais motivos para a falta de avanço da Associação Paralímpica de Fiji e d esporte paralímpico no apoio no país.
A organização tem tido o apoio internacional a partir da Comissão Australiana de Esportes e o Comitê Paralímpico da Oceania. Estas duas instituições têm ajudado o Comitê de Fiji a crescer o esporte para deficientes no país e lançar ofertas em programas nacionais nas escolas.